# 52 Geminorum
52 Geminorum är en misstänkt variabel i stjärnbilden Tvillingarna.
52 Geminorum har visuell magnitud +5,68 och varierar med amplituden 0,08 magnituder utan någon fastställd periodicitet. Den befinner sig på ett avstånd av ungefär 300 ljusår.